# Slag bij Château-Thierry (1918)
De Slag bij Château-Thierry vond plaats op 18 juli 1918 en was een van de eerste botsingen van het Amerikaanse Expeditieleger (AEF) met de Duitsers onder het bevel van generaal "Black Jack" Pershing. Het was een gevecht in de Eerste Wereldoorlog als onderdeel van de Tweede Slag bij de Marne, voortvloeiend uit het Duitse Rheims-Marneschutz-offensief, bedoeld om het AEF een flinke klap te geven.
In de ochtend van 18 juli 1918 lanceerden Franse (waaronder ook koloniale) en Amerikaanse troepen, gesitueerd tussen Fontenoy en Château-Thierry, onder de algemene leiding van de geallieerde opperbevelhebber Ferdinand Foch een tegenaanval op de Duitse posities. Deze aanval over een front van 40 kilometer was de grootste geallieerde tegenaanval tot dan toe in het jaar 1918. Het Amerikaanse leger had reeds een rol gespeeld in de regio van Soissons en Château-Thierry, maar dat was onder Franse leiding en met veel Franse steun.

## Achtergrond
Ondanks het feit dat Rusland door de Russische Revolutie de geallieerden had verlaten en Duitsland dus niet meer op twee fronten hoefde te vechten, waren de geallieerden in het voordeel door de toetreding van de Amerikanen tot de oorlog. Deze nieuwe troepen hadden echter een lange training nodig en daarom werden Amerikaanse troepen maar mondjesmaat ingezet in het voorjaar van 1918. Daarom had het Duitse opperbevel aan het westfront eind maart 1918 meer manschappen tot zijn beschikking dan de geallieerden. De Duitse generaal Ludendorff, de rechterhand van opperbevelhebber Paul von Hindenburg, besloot dit voordeel qua mankracht uit te buiten en aan te vallen met behulp van de Infiltratietactiek van de stormtroepen. Toen de aanvallen op 21 maart begonnen waren de geallieerden volledig overweldigd. In enkele dagen rukten de Duitsers tijdens Operatie Michael zo'n 65 kilometer op. Ook met de offensieven Blücher-Yorck en Georgette rukten ze tientallen kilometers op, totdat ze stuitten op hevig geallieerd verzet. Deze terreinwinsten waren echter erg duur voor de Duitsers, terwijl de geallieerden hun verliezen konden aanvullen met Amerikanen. Bij Château-Thierry bereidden de Fransen en Amerikanen een tegenaanval voor.

## Verloop van de slag

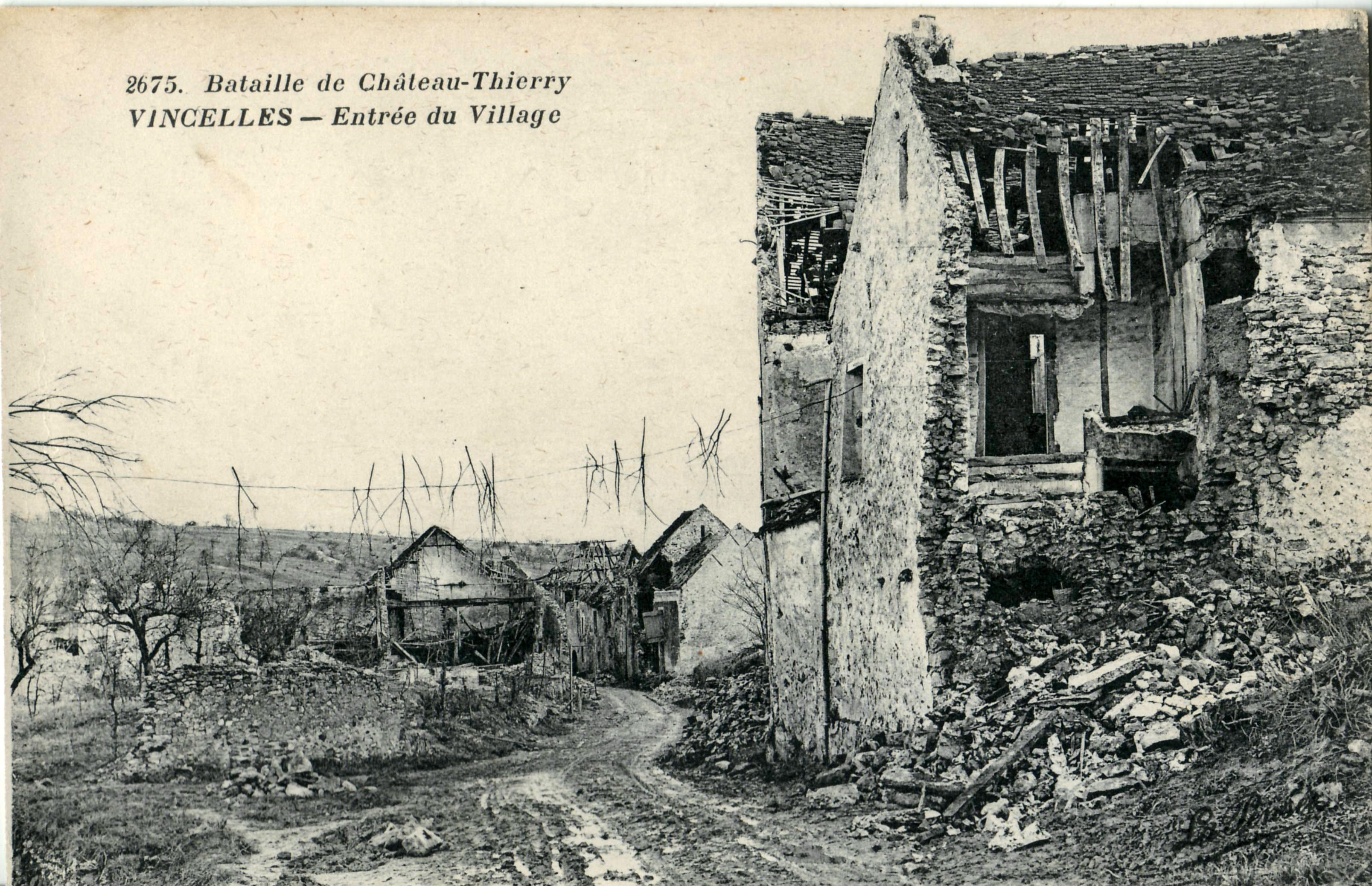
Het dorpje Vincelles na de slag

- 18 juli: Amerikaanse en Franse legers verzamelen zich en lanceren een tegenaanval onder het bevel van de opperbevelhebber van de geallieerde strijdkrachten, Ferdinand Foch, die later bevorderd zou worden tot Maarschalk van Frankrijk voor het winnen van de Tweede Slag bij de Marne en het vernietigen van de Duitse posities. De geallieerden slagen erin hun aanval geheim te houden, en de Duitsers zijn dan ook compleet overweldigd als de Amerikanen om 4:45 uur 'over the top' (uit hun loopgraven) gaan zonder enige vorm van voorbereidend artilleriebombardement. Wel is er een goed georganiseerd, gesynchroniseerd oprollend spervuur. Deze tactiek had in het verleden niet echt haar nut bewezen, want meestal was de enige vorm van communicatie tussen artillerie en infanterie duiven of koeriers, wat niet echt de meest accurate middelen waren.
- Tegen de middag zijn de Duitsers uit de dorpjes Dammard, Belleau, Troesnes, Villers-Hélon verdreven door Franse troepen, de Marokkanen (Zouaven en Tirailleurs) aan de linkerflank namen Chaudun in en de Amerikanen heroveren Vierzy.
- 19 juli: Het 6de Leger herovert Neuilly-Saint-Front en het plateau van Priez.
- 21 juli: Generaal Degouttes troepen marcheren Château-Thierry binnen en avanceren in het bos van Tardenois, waar enkele Duitse divisies zich verscholen. Tegen de avond is het 6de Leger 10 km opgerukt en de geallieerde voorhoede betrekt stellingen bij Hartennes en Oulchy-le-Château, waar geallieerde troepen nog steeds standhouden, en rukken verder op tot Grisolles, Bezu, Saint-Germain en Epieds

Luik · Halen · Grenzen · 1ste Marne · Antwerpen · Race naar de Zee · 1ste Ieper · Neuve-Chapelle · 2de Ieper · 2de Artesië · Heuvel 62 · 3de Artesië · Loos · Verdun · Hulluch · Mount Sorrel (Zillebeke) · Somme · Arras · Vimy · 2de Aisne (Nivelle-Offensief) · Mesen · 3de Ieper (Passendale) · Cambrai · Lenteoffensief (Michael · Blücher-Yorck · Gneisenau · Georgette — 4de Ieper · 2de Marne — Rheims-Marneschutz) · Belleaubos · Château-Thierry · Hamel · Honderddagenoffensief